# Pier Francesco Ferrero
Pier Francesco Ferrero (ur. w 1510 albo 1513 w Bielli, zm. 14 listopada 1566 w Rzymie) – sabaudzki kardynał.

## Życiorys
Urodził się w 1510 albo 1513 roku w Bielli, jako syn Godofreda Ferrero i Margherity Sanseverino (jego bratem był Filiberto Ferrero). 20 grudnia 1536 roku został wybrany biskupem Vercelli. W 1540 roku został wicelegatem w Wenecji, a w okresie 1560–1561 był tam nuncjuszem. 26 lutego 1561 roku został kreowany kardynałem prezbiterem i otrzymał kościół tytularny San Cesareo in Palatio. Rok później zrezygnował z zarządzania diecezją. Zmarł 14 listopada 1566 roku w Rzymie.